# Miss Universe 2017
Miss Universe 2017 – 66. wybory Miss Universe. Gala finałowa odbyła się 26 listopada 2017 w The AXIS w Las Vegas, Stany Zjednoczone. Miss Universe została reprezentantka Południowej Afryki Demi-Leigh Nel-Peters.

## Rezultaty
| Tytuł              | Laureatka |
| ------------------ | --- |
| Miss Universe 2017 | Południowa Afryka – Demi-Leigh Nel-Peters |
| I Wicemiss         | Kolumbia – Laura González |
| II Wicemiss        | Jamajka – Davina Bennett |
| Top 5              | Tajlandia – Maria Poonlertlarp · Wenezuela – Keysi Sayago |
| Top 10             | Brazylia – Monalysa Alcântara · Filipiny – Rachel Peters · Hiszpania – Sofía del Prado · Kanada – Lauren Howe · Stany Zjednoczone – Kára McCullough                |
| Top 16             | Chiny – Roxette Qiu · Chorwacja – Shanaelle Petty · Ghana – Ruth Quashie · Irlandia – Cailín Toíbín · Sri Lanka – Christina Peiris · Wielka Brytania – Anna Burdzy |

## Nagrody specjalne
| Tytuł                      | Laureatka                                       |
| -------------------------- | ----------------------------------------------- |
| Miss Koleżeńskości         | Egipt – Farah Sedky · Panama – Laura de Sanctis |
| Miss Fotogeniczności       | Indonezja – Bunga Jelitha                       |
| Najlepszy kostium narodowy | Japonia – Momoko Abe                            |